# Дуке Бојаџиев
Дуке Бојаџиев (Скопље, 24. септембар 1972) је македонски композитор, продуцент и пијанист, који живи и ради у Њујорку.

## Биографија
Одмалена Дуке Бојаџиев је имао прилику да буде у контакту са музиком и медицином, као син Тодора Бојаџиева, македонског композитора забавних мелодија и гинеколога. Свирао је клавир са три године, а компонује од десете године. Дипломирао је на Медицинском факултету у Скопљу, а затим отишао у Бостон, где је 2001. године дипломирао на Беркли Колеџу Музике. Одатле се преселио у Њујорк, гдје и даље живи и ради.
Дуги низ година је радио у студију као композитор и продуцент, а од 2005. као музички директор и пијаниста култне Њујорк позоришне групе "Д Ситизенс Банд" (енгл. The Citizens Band), која је радила двије и по године на великој сцени широм Америке. У својој каријери сарађивао је са холивудском глумицом Џина Гершон као музички директор и пијаниста њене кабаре представе у Њујорку, а затим је освојио Оскара и са Џонатан Демијем и Данис Тановићем, укључујући македонског директора, Столе Попова. Он је радио на рекламним кампањама великих компанија, Мерцедес, Л'Ореал, Пежо, Шанел и друге, као и произвођач ремикса певача Синди Лопера.
Његови концерти почињу 2011. године, прво у Античком позоришту у Охриду (мак. Античкиот Театар), а потом у "Карнеги холу". Сарадња са Македонском филхармонијом, Тања Царовска, Мартин Гјакановски, Каролина Гочева, Ангела Мекласки и другим именима из музичког света.

## Стваралаштво
Дуке Бојаџиев је до сада избацио седам соло албума. Његова музика је дио светски познатих компилација "Буда Бар" (енгл. Buddha Bar), "Маракеш Екпрес" (енгл. Marrakech Express) и "Чил Оут ин Париз" (енгл. Chill out in Paris). Има неколико македонских и страних филмских наступа, међу којима је и филм "Страх од пада" Јонатхан Деми, и за македонски филм "До балчак" у режији Столе Попова.

### Филм
- До балчак - од Столе Попов
- The secret life of Walter Mitty - Бен Стилер
- Fear of falling - Џонатан Деми
- Dreaming American - Ли Перси
- The War is over - Митко Панов
- Wingles – Иво Трајков
- The Ten – Кен Марино и Дејвид Вејн
- Сенки – Милчо Манчевски
- Hell – Данис Тановиќ
- Suffering Man's Charity – Ален Каминг
- Shortcut to Nirvana – Ник Деј
- Sweetbreads (краткометражен) – [[Ноора Нисканен
- Nuts (краткометражни) – Андре Лион

### TV
- Марта Стјуарт (Martha Stewart)
- Момент за луксуз (Moment of Luxury)
- Свјето што води (Guiding Light)

### Реклами
Дуке Бојаџиев радио је на рекламним кампањама за: Мерцедес, Крајслер, Ланком, Лореал, Мејбелин, Ана Суи, Куерво, Крест, Пежо, Веризон.

### Мултимедијални пројекти
- FontaineBleau Hotels
- Vera Wang
- GE
- W hotels
- Vanity Fair
- Cosmopolitan

### Дискографија
- New York a.m.
- The War is Over - музика од филма
- Love is The Way
- Stream of Consciousness - соло отпјевано
- Digital Confessions
- Digital Confessions 2
- Esma’s Dream

### ЦД компилације
- Buddha Bar XIV
- Chill Out in Paris 4, 5 & 7
- Airfrance
- Fashion Week 5
- Marrakech Express 2
- Diesel U Music
- Styled in Italy
- Papeete Beach Lounge
- La Suite 6
- Ram Cafe 4
- KU DE TA 4

## Награде и признања
- Личност године за 2015. годину, награду коју додељује Нова Македонија најистакнутијим личностима године у областима бизниса, културе, политике, уметности, науке, образовања, спорта, друштвених и хуманитарних активности